# Britanos

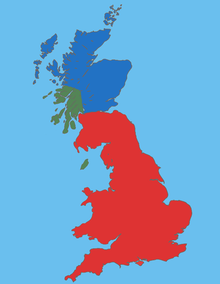
Gran Bretaña en la segunda mitad del siglo V d.C., entre el final de la ocupación romana y la invasión de los anglosajones.
Áreas de las lenguas goidélicas.
Áreas del idioma picto.
Áreas de las lenguas britónicas.

Los britanos o britones fueron los pueblos nativos que habitaron la isla de Gran Bretaña (Albión), los cuales podían ser descritos como celtas insulares antes de que su lengua y cultura fueran reemplazadas por las de los invasores anglosajones.
Estos pueblos hablaban lenguas britónicas y compartían tradiciones culturales comunes. En términos de lengua y cultura, gran parte de todo el oeste de Europa fue principalmente céltica durante este periodo, aunque la isla de Gran Bretaña y la Bretaña continental estuvieron habitadas por celtas britanos. Los habitantes de Irlanda, la Isla de Man y Dalriada eran escotos o celtas gaélicos, hablantes de lenguas goidélicas.
Parte de los eruditos en la materia argumentan que el desconocido idioma picto era de origen britano, si bien en la Britania prerromana los pictos se distinguían como un grupo separado, del mismo modo que los escotos de Dalriada. En cualquier caso, el término britano se refiere tradicionalmente a los habitantes de la antigua Britania excluyendo a los pictos, ya que muchos de los rasgos culturales pictos (como por ejemplo, su escultura, alfarería y monumentos) diferían de los de los britanos.
La invasión romana de Britania (efímera con Julio César y definitiva con Claudio) y la consiguiente romanización a partir del siglo I supuso la adopción del latín y la civilización romana por los britanos del sur de la isla de Gran Bretaña, incluido el cristianismo a partir del siglo IV. La anarquía propia del final del Imperio romano de Occidente tuvo graves consecuencias para estas comunidades, que fueron expulsadas de la isla en el siglo V y sustituidas por los paganos del norte (pictos y escotos) y por los también paganos invasores germánicos (anglos, sajones y jutos). Los britanos emigraron por vía marítima a la península de Bretaña y algunos pocos hasta lugares como Asturias y Galicia, donde fundaron la diócesis de Britonia.

## Etimología
La primera referencia conocida sobre los britanos procede del geógrafo griego Piteas, quien realizó un viaje de exploración al noroeste de Europa entre los años 330-320 a. C. Aunque no se conserva ninguno de sus escritos, diferentes escritores del periodo imperial romano ofrecen muchas referencias a los mismos. Piteas llamó a los britanos Pritani o Pretani, y se refirió a los territorios donde habitaban como las Islas Pretánicas. Esta terminología pudo haber llegado a Piteas a través de los galos, quienes podrían haberla usado para referirse a los habitantes de las islas.

## Idioma

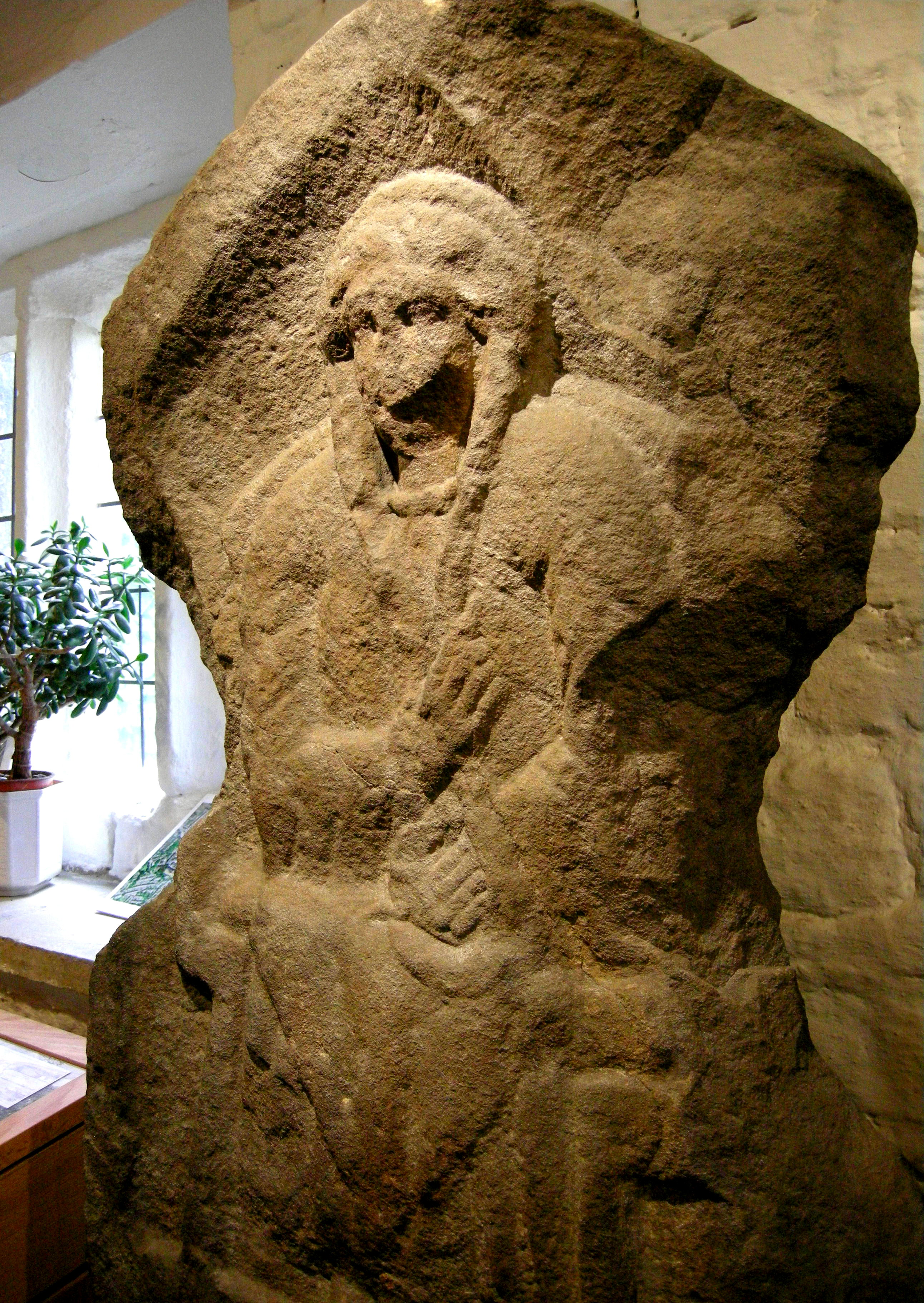
Relieve de una mujer romano-britana.

Los britanos hablaban lenguas britónicas, una rama insular de las lenguas celtas. La otra rama de lenguas celtas insulares que coexistían con las britónicas eran las goidélicas (de la que procede el idioma gaélico). Se cree que las lenguas britónicas eran habladas en toda la isla de Gran Bretaña, incluso tan al norte como en el Fiordo de Forth. Más allá se encontraba el territorio de los pictos y de los escotos. Sin embargo, los britanos emigraron posteriormente a la Bretaña continental, donde se desarrolló el idioma bretón.
Se cree que las lenguas británicas evolucionaron a partir del protocéltico, tras haber sido este introducido en las islas británicas desde el Continente. La primera forma de lengua británica fue posiblemente la britana. Después de la conquista romana de Britania, la lengua britana adoptó algunas palabras del latín; de ahí que la lengua se denomine britano-romano en este periodo.
La lengua britana se dividió entonces en tres dialectos: Oriental, Occidental y Suroccidental. El dialecto oriental fue reemplazado de forma más acusada durante las invasiones anglosajonas por el lenguaje de estos. La occidental y suroccidental derivaron en el cúmbrico, galés, córnico y bretón. Mientras el galés, córnico y bretón aún sobreviven como lenguas vivas, el cúmbrico se extinguió en el siglo XII, aunque se están desarrollando intentos por reconstruir este idioma.

## Historia

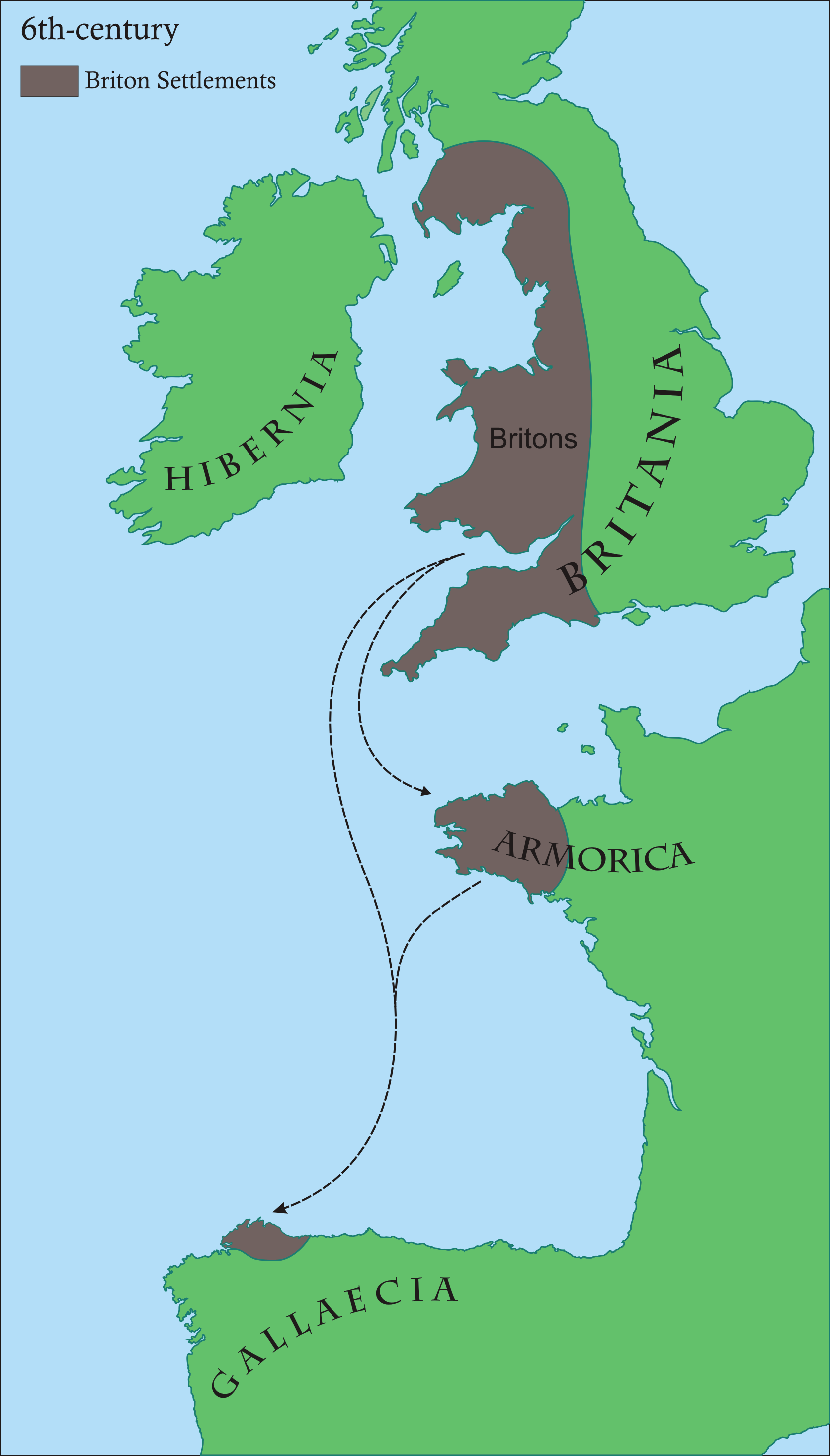
Migraciones de los britanos durante la invasión de los anglosajones en Britania.

A lo largo de su existencia, el territorio habitado por los britanos se compuso de numerosas áreas, siempre cambiantes, controladas por tribus. La extensión de su territorio antes y durante el periodo romano no está clara, pero generalmente se cree que incluía la totalidad de la isla de Gran Bretaña hasta el istmo de Clyde Forth, al norte del cual habitaban los pictos. Parte de este territorio picto fue absorbido por el reino gaélico de Dalriada. La isla de Man estuvo originalmente habitada por britanos, aunque también pasó a ser territorio gaélico. Así mismo, se cree que la isla de Irlanda fue totalmente gaélica durante este periodo.
El Imperio romano invadió Britania en el año 43. Las tribus britanas se opusieron continuamente a las legiones romanas, aunque para el año 84 los romanos habían conquistado todo el territorio hasta el istmo Clyde-Forth. En el año 115, los nativos se sublevaron contra sus conquistadores y aniquilaron a las guarniciones romanas de Eburacum (York). Como resultado, el emperador romano Adriano visitó Britania en 122 y comenzó la construcción de una muralla de 117 km conocida como muralla de Adriano a la altura del golfo de Solway, como límite norte del dominio de Roma. Años más tarde, su sucesor, Antonio Pío, mandó levantar otra 50 km al norte. Sin embargo, estas nuevas posiciones defensivas fueron abandonadas tras su muerte en 161, pasando a ser de nuevo la muralla de Adriano la frontera romana durante los siguientes doscientos años, un periodo de paz relativa. Aunque las tribus nativas britanas permanecieron mayoritariamente en sus tierras, quedaron sujetas al mandato de los gobernadores romanos. El Imperio romano retuvo el control de Britania hasta su retirada alrededor del año 400, cuando se iniciaron las invasiones bárbaras de Europa.
En los tiempos de la retirada romana, los pueblos germánicos anglosajones iniciaron sus migraciones hacia la costa oriental de Gran Bretaña, donde establecieron reinos. De esta forma, las lenguas y culturas britanas fueron reemplazadas por las de los anglosajones. Al mismo tiempo, algunas tribus britanas migraron a través del canal de la Mancha a lo que hoy se conoce como Bretaña, o al norte de la península ibérica, así como a tierras yermas como Cornualles y el noroeste de Inglaterra, donde se establecieron reinos como Rheged o Dumnonia. En estos reinos se desarrolló el idioma bretón. A finales del primer milenio, los anglosajones habían conquistado la mayor parte del territorio de Gran Bretaña, extinguiendo el idioma y la cultura de los nativos britanos, que permaneció sólo de forma residual en la península suroccidental, en las regiones montañosas de los Peninos y Gales.

## Britanos famosos
- Arturo - Líder guerrero romano-britano de dudosa autenticidad histórica.
- Boudica - Reina de los icenos, que dirigió la rebelión contra la ocupación romana en el año 60.
- Carataco - Jefe de la defensa contra la conquista romana de Britania.
- Cartimandua - Reina de los brigantes durante y tras la invasión romana.
- Casivelono - Acaudilló la defensa contra la segunda expedición de Julio César a Britania en el 54.
- Cogidubno - Rey britano cliente de Roma, posteriormente ciudadano romano y premiado con el palacio romano de Fishbourne.
- Comio - Rey histórico de la nación belga de los atrébates; inicialmente en la Galia y luego en Britania, durante el siglo I a. C.
- Cunedda - Rey del periodo postromano y creador del reino de Gwynedd.
- Cunobelino - Rey histórico del sur de Britania entre la primera y la segunda invasión romana. Inspiración para el Cimbelino de Shakespeare.
- Mailoc - Obispo de Britonia (Galicia) en el siglo VI.
- Pelagio - Influyente monje y teólogo cristiano, tildado como herético.
- Prasutago - Esposo de Boudica.
- Togodumno - Líder de la defensa contra la conquista romana de Britania.
- Urien Rheged - Rey de Rheged (moderna Lancashire y Cumbria).
- Vortigern - Señor de la guerra y rey en el siglo V. Conocido por haber invitado a los jutos para establecerse en Kent.